# SAMR-modellen
SAMR-modellen (SAMR efter de engelska begreppen substitution, augmentation, modification och redefinition) är en pedagogisk metod. Den används att synliggöra hur och varför man omdefinierar uppdraget i en undervisningssituation med hjälp av ny digital teknik. SAMR-modellen är uppbyggd i fyra olika steg och stegen är fördelade på två nivåer. Modellen är skapad och namngiven av den amerikanske skolkonsulten Ruben R. Puentedura.

## Bakgrund

### Puentedura
SAMR-metoden är skapad av Ruben R. Puentedura. Denne har varit aktiv i delstaten Maines, USA, datorsatsning sedan 2001. Tidigare i karriären arbetade han vid Harvard University, där han även utbildat sig 1985-1990. Han började intressera sig för informationsvetenskap och ville fördjupa och bredda kunskapsområdet. Efter en periods framgångsrikt arbete, hamnade han senare på Bennington College. Där han var lärare och direktör för skolans Media Center. Under sin period på Bennington arbetade R. Puentedura fram modeller för att framgångsrikt kunna integrera tekniken i undervisningen samt även nätverkande. Idag driver han ett konsultföretag Hipposus, vilket arbetar för att implementera digitala verktyg i den traditionella undervisningsformen. Han arbetar även mot projekt i Sverige och Vermont.

### Metoden
Skolinspektionen har i sin undersökning "IT i undervisningen", bland annat kommit fram till att IT-satsningen inte har följts upp med aktivt arbete och stöd på skolorna. Mot bakgrunden att fler skolor utrustas med digital teknik, där eleverna får en personlig dator, är SAMR-modellen ett av förhållningssätten att arbeta utifrån.
Enligt forskare som har studerat SAMR-modellen är det hur pedagogerna utformade uppgifterna och lärprocesserna till eleverna, som var avgörande för elevernas resultat. Puentedura har utformat modellen som ett verktyg för reflektion och en guide till pedagoger hur de ska utforma uppgifterna för eleverna. Han knyter även modellen TPCK ("Technological Pedagogical Content Knowledge") till SAMR, för att ytterligare förtydliga rollen som den nya digitala tekniken kan ta.

## Beskrivning av de olika nivåerna i SAMR
SAMR-modellen är internationell och namngiven efter fyra olika engelska begrepp:
S står för substitution (engelska för ersättning). Det är steget där man tar in den nya digitala tekniken som ersättare till den gamla, men ändrar inte utmaningen för eleven.
A står för augmentation (engelska för förbättring). Det är steget där man förbättrar substitutionsnivån genom att använda till exempel kompensatoriska program, vilka hjälper till att underlätta för eleven. Uppdraget bearbetas fortfarande på samma sätt som innan de digitala verktygen började användas.
S och A i SAMR-modellen innebär inte någon förändring av arbetssättet, bara att ny digital teknik används utan att uppdragen förändras. De här två stegen kallar R. Puentedura för enhancement level (engelska för förstärkningsnivån).
M står för modification (engelska för förändring) Steget beskrivs som att man utvecklar uppdraget för undervisningen med att eleverna får arbeta med materialet som i augmentation, med det tillägget att man använder någon form av läroplattform som en delad kontaktyta mellan elev och pedagog.
R står för redefinition (engelska för omdefiniering). Steget beskrivs som att man gör saker som varit omöjliga innan den nya tekniken kommit. Då är uppdraget utformat så att man använder tekniken så eleverna får en bedömning från fler än bara den egna pedagogen.
M och R i SAMR-modellen innebär att uppdragen blir förändrade. Här förnyas undervisningen och dess innehåll med hjälp av den nya digitala tekniken, på ett sätt som inte var möjligt med den äldre tekniken. Till dessa steg använder R. Puentedura samlingsordet transformation (engelska för omvandling).

### Fotnoter
1. ↑   Se artikeln på engelskspråkiga Wikipedia.